# Szczepan Józef Gółkowski
Szczepan Józef Gółkowski (ur. 25 grudnia 1787 w Klęczkowie koło Chełmna, zm. 22 sierpnia 1871) – polski drukarz, wydawca i redaktor czasopism, działacz oświatowy.

## Życiorys
Uczył się w gimnazjum jezuickim w Grudziądzu, a następnie studiował prawo na uniwersytecie w Królewcu. Studiów nie ukończył z powodu kampanii napoleońskiej 1806–1807.
W 1848 założył w Chełmnie pierwszą na Pomorzu polską drukarnię i księgarnię. W 1849 przejął wydawanie „Szkółki Narodowej”, pierwszego w tej części kraju polskiego czasopisma. Był to organ Ligi Polskiej. Również w 1849 rozpoczęto wydawanie drugiego czasopisma, „Katolika Diecezji Chełmińskiej”. Wskutek restrykcyjnej pruskiej ustawy o prasie i stowarzyszeniach, wydawanie „Szkoły Narodowej” (w co przekształciła się „Szkółka Narodowa”) zostało w 1850 wstrzymane.
Już w październiku 1850 rozpoczął wydawanie kolejnego czasopisma Nadwiślanin, był też jego redaktorem. Nadwiślanin wychodził w Chełmnie aż do 1866 jako jedyne polskie pismo na Pomorzu Gdańskim.
Drukował także kalendarze polskie oraz liczne wydawnictwa książkowe, przeważnie o treści religijnej.
Działalność wydawnicza spotykała się z licznymi represjami ze strony władz pruskich. W 1861 Gółkowski został skazany na 3 lata więzienia, utratę praw obywatelskich na 5 lat i utratę konsensu drukarskiego. Od więzienia uchroniła go choroba i sędziwy wiek. Po tych wydarzeniach przekazał drukarnie i redakcję Ignacemu Danielewskiemu.